# Вакуум Ойл Компания

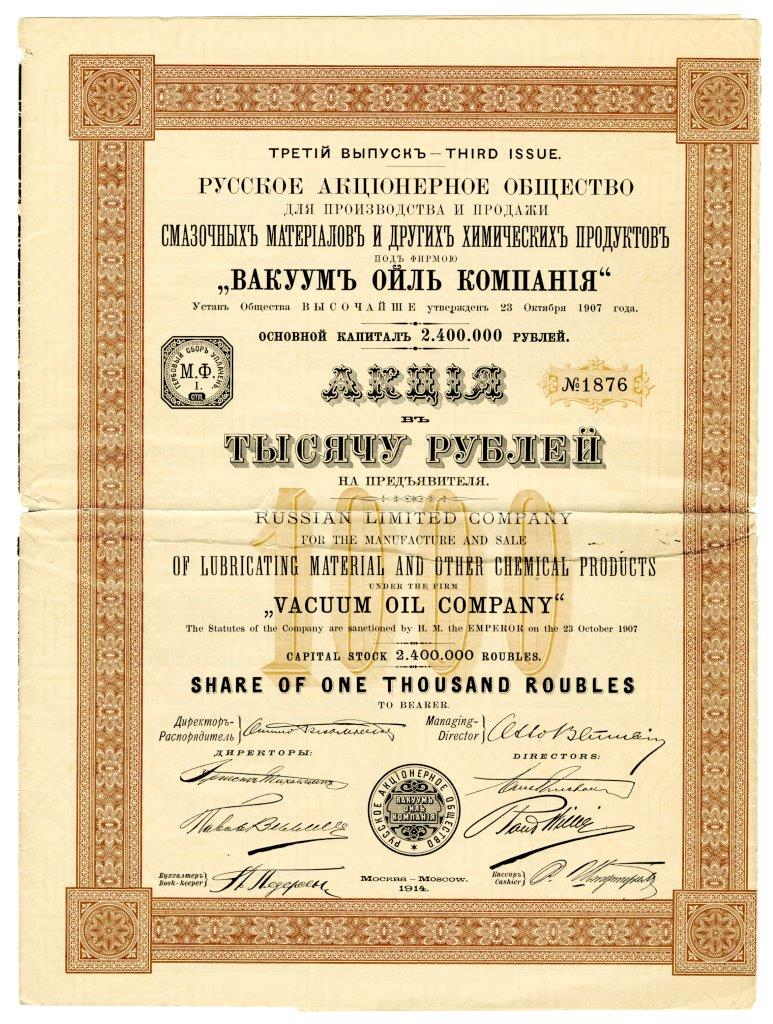
Акция в 1000 руб. на предъявителя Русского акционерного общества для производства и продажи смазочных материалов и других химических продуктов под фирмою "Вакуум Ойль Компания" с основным капиталом в 2,4 млн руб. Москва, 1914 г.

Фирма с официальным названием "Русское акционерное общество для производства и продажи смазочных материалов и других химических продуктов, выступающее под маркой "Вакуум Ойл Компания" была зарегистрирована в   Москве   в 1907 г. с основным капиталом 2 млн. 400 тыс. руб  .
До этого "Вакуум Ойл" являлась российским филиалом основанной в США в 1866 г. изобретателем вакуумной дистилляции керосина Мэттью Юингом и его партнёром Хирамом Эверестом   Vacuum Oil Company. В 1879 г. процветающее предприятие "Vacuum Oil", уже давно известное в США своими смазками для промышленной техники и паровых машин, было куплено Джоном Рокфеллером и вошло в состав треста "Standard Oil", впоследствии преобразованного в корпорацию "ExxonMobil".
В своей дореволюционной истории  общество "Вакуум Ойл Компания" имело отделения в Петербурге, Москве, Варшаве, Риге, Одессе и Нижнем Новгороде. В 1910 году на южной окраине Петербурга, неподалёку от существовавших ранее складов искусственных масел, был основан завод смазочных масел АО "Вакуум Ойл Компания". С 1929 г. преемник этого одного из старейших российских/советских предприятий по разработке и производству масел и смазок носит имя С. Г. Шаумяна.